# Chartrier-Ferrière
 Chartrier-Ferrière  là một xã thuộc tỉnh Corrèze trong vùng Nouvelle-Aquitaine miền trung Pháp.